# مسرح أقل من برودواي

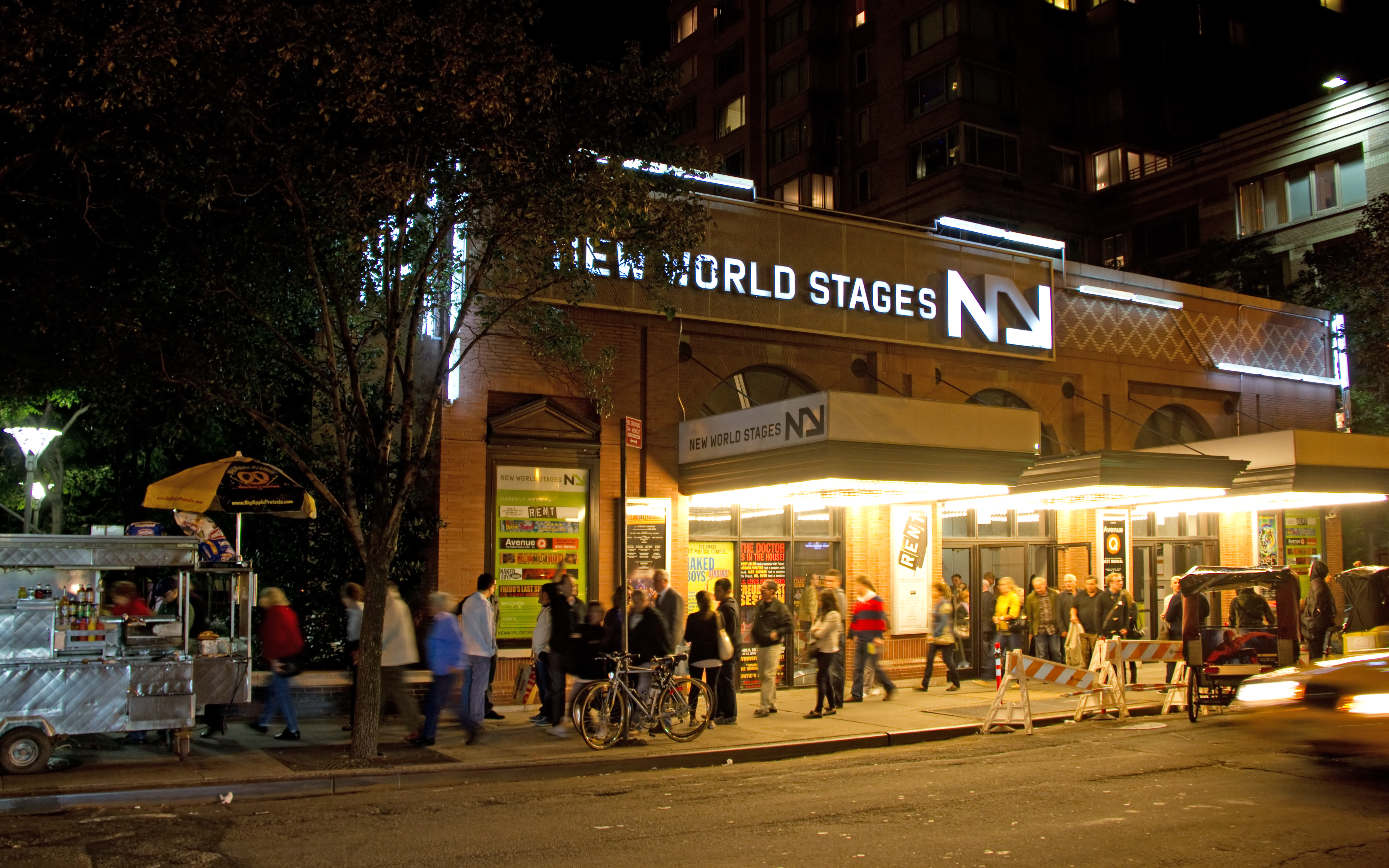
صورة لمسرح أقل من برودواي في مدينة نيويورك الأمريكية

مسرح أقل من برودواي (بالإنجليزية: off-Broadway theatre)‏ هو أي مسرحٍ احترافيٍ في مدينة نيويورك بسَعَة مقاعد تتراوح بين 100-499 مقعد. تُعد هذه المسارح أصغر من مسارح برودواي، ولكن أكبر من مسارح أقل من أقل من برودواي والتي تتسع لأقل من 100 شخص.